# Premi Trinitat Catasús
El Premi Trinitat Catasús, inspirat en el poeta sitgetà Trinitat Catasús i Catasús, premia des del 1976 persones o entitats vinculades a Sitges que s'hagin distingit pel seu treball i esforç desinteressat en favor d'aquesta població garrafenca. De convocatòria anual, i lliurat modernament en el decurs de la Nit dels Premis Sitges (vint-i-sisena edició el 2023), l'atorga el col·lectiu de periodistes i informadors de la vila. El testimoniatge del premi és un pergamí, creat per Jacint Picas i Cardó.

## Premiats
- 1976 Jesús Pérez Rosales[2]
- 1977 Sitges Foto Film[3]
- 1978 Vicenç Ibàñez i Olivella, alcalde
- 1979 desert
- 1980 Josep Manuel Soler i Soler, director de L'Eco de Sitges[4]
- 1981 Club Natació Sitges[5]
- 1982 Pere Stämpfli, pintor
- 1983 Club de Futbol Blanca Subur[6]
- 1984 Societat Recreativa El Retiro
- 1985 Marta Artigas i Masdeu, atleta
- 1986 Agrupació Comarcal de Treballadors de l'Hostaleria
- 1987 La taula més llarga del món, rècord Guinness fet a Sitges
- 1988 Casino Prado Suburense
- 1989 Lolita Mirabent i Muntané, bibliotecària[7]
- 1990 La Cubana[8]
- 1991 Isidre Pañella i Virella, pirotècnic
- 1992 Montserrat Almirall, professora de música[9]
- 1993 Grup d'Estudis Sitgetans[10]
- 1994 Comissió del Centenari de les Festes Modernistes[11]
- 1995 Rafael Casanova Termes, cronista oficial de Sitges
- 1996 Coral del Patronat d'A.S.C.
- 1997 Carles Montserrat Millà, metre
- 1998 Àngel Gallardo Morcillo, golfista
- 1999 P. Francesc Carreró i Vidal, escolapi amb una llarga tasca a Cuba[12]
- 2000 Cobla Sitgetana i matrimoni Krahn-Uribe ex aequo[13]
- 2001 Fundació Ave Maria, per la seva tasca envers les persones discapacitades
- 2002 Josep Vadell i Milà, per l'organització de nits de jazz
- 2003 Joan Antoni Flecha, per portar el nom de Sitges a l'elit esportiva internacional[14]
- 2004 Esther Morales i Fernàndez, nedadora[15]
- 2005 Isidre Llorens i Segarra, que aconseguí que els seus rodets de pesca es venguessin arreu del món[16]
- 2006 Colla Jove de Castellers de Sitges, en reconeixement del seu esforç i tenacitat durant més de 10 anys i per la fita assolida amb el 4 de 8[17]
- 2007 David Moncasí i Argilés, per la direcció del seu primer llargmetratge, La muñeca del espacio[18]
- 2008 Sitges Sandàlies, ex aequo amb Ricardo Urgell, fundador de la discoteca Pacha[19]
- 2009 Fernando Guillén, actor, per la seva vinculació amb la vila de Sitges[20]
- 2010 Família Mirabent Magrans, pel treball de promoció dels nous valors musicals a través del concurs de música del mateix nom[21]
- 2011 Hospital de Sant Joan[22]
- 2012 Àngel Sala, director del Sitges Festival Internacional de Cinema Fantàstic de Catalunya[23]
- 2013 Valentí Mongay i Castro, cuiner que ha portat el moviment gastronòmic internacional Slow Food a Sitges, i n'ha liderat l'expansió a Catalunya[24]
- 2014 Miguel Condé, per la seva tasca com a pintor, dibuixant i gravador i per haver projectat el nom de la vila en l'àmbit internacional[25]
- 2015 Francesc i Manel Andreu Requena, per l'impuls que han donat a diverses iniciatives gastronòmiques i musicals que han contribuït a difondre el nom de Sitges[26]
- 2016 Ramon Mirabet, cantant, per la seva estima a Sitges i el moment àlgid de la seva carrera musical[27]
- 2017 Xavier Lahoz i Estela Campañà, i Alfonso Lüngstenmann i Charo Sánchez-Cancio, per les dues curses solidàries amb més anomenada de Sitges[28]
- 2018 Jesús Coines, per la seva tasca desinteressada en la promoció del patrimoni natural de Sitges i la seva perseverança en la defensa i preservació d'aquest patrimoni, a través del col·lectiu Biodiversitat Sitges[29]
- 2019 Ignasi Maria Muntaner i Pascual, per la seva dilatada i fructífera trajectòria en el camp de la investigació filològica, especialment toponímica, històrica i geogràfica de la vila[30]
- 2020 Anna Baqués i Almirall, per la seva tasca en cellers de diverses denominacions i l'impuls a la creació vinícola pionera[31]
- 2021 Oriol Castro i Forns, cuiner d'anomenada[32]
- 2022 Arxiu Digital de Sitges (Marga Domingo, Marta Fontanals, Jordi Milà i Eduard Tomàs), per posar a l'abast de tothom un immens patrimoni documental i històric de Sitges[33]
- 2023 Més que Surf, associació que altruistament ofereix teràpia a nois amb TEA a través del mar i el surf[34]

- 2024 (XLVII premi) Joan Pinós i Sariol[35]